# The Moldy Peaches
The Moldy Peaches is een Amerikaanse indierockband. De band werd in 1994 opgericht door Kimya Dawson en Adam Green. In de tweede helft van de jaren 1990 vergaarden ze bekendheid in de New Yorkse underground. In 2000 verscheen het titelloze album The Moldy Peaches. Een jaar later leidde het album tot landelijke bekendheid. In 2004 laste de band een pauze in. In 2023 kondigde de band een reünie aan en stond zij onder andere op het podium tijdens het Primavera Sound Festival in Spanje. 
In 2007 werd het nummer Anyone else but you gebruikt in de film Juno. De soundtrack van de film werd goed ontvangen en kwam binnen op #8 in de Billboard 200. Als gevolg van het succes van de soundtrack werd Anyone else but you als single uitgebracht in het Verenigd Koninkrijk. De band gaf enkele concerten en ging in 2008 weer uit elkaar.
Op 10 augustus 2018 werd het titelloze album The Moldy Peaches heruitgebracht.

## Discografie

### Albums
- "The love boat" - Live!!!, 1999
- The Moldy Peaches, 2000
- Moldy Peaches 2000: Unreleased cutz and live jamz 1994-2002, 2003

### Ep
- X-ray vision, 1996

### Singles
- Who's got the crack?/NYC's like a graveyard, 2001
- County fair/Rainbows, 2002
- Anyone else but you, 2008